# Geschichte der Eisenbahn in Nordamerika
Die Geschichte der Eisenbahn in Nordamerika umfasst die wirtschaftlichen, organisatorischen und technischen Entwicklungen des Eisenbahnverkehrs auf dem Nordamerikanischen Kontinent vom 19. Jahrhundert bis zur Gegenwart. Die Geschichte der Eisenbahnen in den Vereinigten Staaten, Kanada und Mexiko ist eng miteinander verknüpft. So wurden Strecken in Kanada und Mexiko von US-Eisenbahnen gebaut. Eisenbahnunternehmen aus Mexiko und Kanada haben Anteile an US-Eisenbahnen oder sind Betreiber von Strecken in den Vereinigten Staaten. Diese Verknüpfungen wurden seit der Bildung der NAFTA im Jahr 1994 noch verstärkt und sind auch bei den Fahrzeugen sichtbar. Fast alle US-amerikanischen, kanadischen und mexikanischen Lokomotiven und Wagen können freizügig grenzüberschreitend verkehren.

## Vereinigte Staaten von Amerika

### 1826–1860 Die Anfänge
Bis zum Aufkommen der Eisenbahnen waren wie in Europa Straßen und Flüsse die wichtigsten Transportwege. Die erste Eisenbahnstrecke in den USA wurde 1826 in Quincy (Massachusetts) eröffnet. Ihre Aufgabe war es, Granit aus Steinbrüchen zur Verschiffung an den Neponset River zu befördern. Ende des 18. und zu Beginn des 19. Jahrhunderts begann man durch den Bau von Kanälen das Transportsystem zu verbessern. So wurde durch den Bau des Eriekanal zwischen Buffalo und Albany eine Verbindung zwischen New York City und den Großen Seen geschaffen. Aufgrund der geografischen Gegebenheiten war es jedoch nicht möglich, dass überallhin Kanäle gebaut werden konnten. So verhinderten die Appalachen den Bau eines Wasserweges von Baltimore nach Westen. Am 28. Februar 1827 wurde deshalb als erste amerikanische Eisenbahngesellschaft die Baltimore and Ohio Railroad gegründet, die eine Eisenbahnstrecke bis zum Ohio errichten sollte. Es war von Beginn an vorgesehen, einen planmäßigen Güter- und Personenverkehr anzubieten.
Ähnlich wie auf dem europäischen Kontinent beherrschten zunächst auch hier die Engländer mit ihrer langjährigen Erfahrung den Markt. So wurden in den Anfangsjahren 114 englische Lokomotiven in die USA exportiert. Als die erste in den Vereinigten Staaten betriebene Lokomotive gilt die 1828 in England gebaute Stourbridge Lion, die ihre erste Fahrt auf amerikanischem Boden am 8. August 1829 durchführte. Mit ihr wurden die beiden weiteren Maschinen Hudson und Delaware des gleichen Fabrikanten Foster, Rastrick and Company sowie bereits vier Monate früher die Pride of Newcastle aus Robert Stephensons Werkstatt sämtlich für die Delaware & Hudson Canal Company geliefert.
Als die ersten und beide im Jahr 1830 ausschließlich in den USA gefertigten Dampflokomotiven gelten die in New York gebaute The Best Friend of Charleston und die von Peter Coopers Canton Eisenwerk bei Baltimore gebaute Tom Thumb.
Am 24. Mai 1830 eröffnete die Baltimore & Ohio Railroad zwischen Baltimore und Ellicott’s Mills mit der Tom Thumb den Betrieb. Erwartungsgemäß gewann sie das im selben Jahr stattfindende Rennen mit einem Pferdegespann. Ein Jahr später, am 15. Januar 1831, nahm die South Carolina Railroad mit der Best Friend of Charleston den Betrieb auf. Bereits im Juni 1831 wurde die Lokomotive bei einem Kesselzerknall zerstört, wie zuvor schon viele der ersten Dampflokomotiven in England.

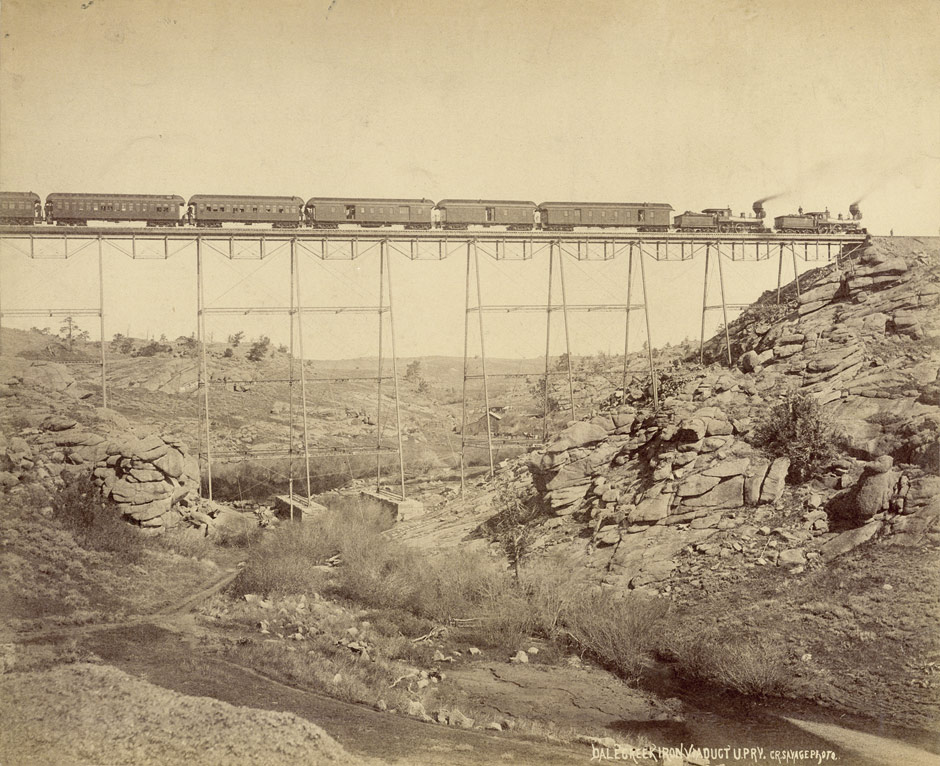
Dale Creek Crossing in Wyoming 1876 auf der ersten transkontinentalen Verbindung (eine der ersten Trestle-Brücken aus Eisen)

1831 gründete Matthias William Baldwin in Philadelphia die Baldwin Locomotive Works, die sich bis 1945 zum weltweit größten Dampflokomotiven-Hersteller entwickelten. In den folgenden Jahren entstanden Eisenbahngesellschaften in allen Staaten an der Ostküste, um vor allem den Westen zu erschließen. Im Jahre 1840 besaß das Schienennetz eine Länge von 4.518 Kilometern. Ende der 1850er Jahre bestand dann bereits ein grobes Netz von kleinen und größeren Eisenbahngesellschaften mit einer Gesamtlänge von 48.000 km, welches die Atlantikküste mit dem Mississippi River und den Großen Seen verband.
Der böhmische Mathematiker Franz Anton Ritter von Gerstner beschrieb 1840 den typischen nordamerikanischen Bahnbetrieb anhand der Verbindung Toledo–Adrian so:

„Für jede Locomotive ist ein Maschinenführer und ein Heizer angestellt, welche zugleich in den Werkstätten die nötigen Reparaturen zu besorgen haben. 4 vierräderige Personenwagen, jeder mit 24 Sitzen, und 20 Güterwagen (16 bedeckte und 4 offene), ebenfalls vierräderig, sind für den Verkehr ganz hinreichend. […] Man macht täglich bloss eine Fahrt in jeder Richtung und befördert Reisende und Güter zusammen; nur zeitweilig, wenn viele Güter sich anhäufen, wird eine Extra-Fahrt veranstaltet. Eine Fahrt dauert mit allen Aufenthalten gewöhnlich 3 Stunden; die Geschwindigkeit während der Fahrt selbst ist 15 Meilen pro Stunde. – Ein Reisender zahlt für die ganze Strecke von 33 Meilen 1 Dollar 50 Cents, oder 4½ Cents pro Meile; für kleinere Entfernungen wird gewöhnlich 5 Cents pro Meile gerechnet. […] Ein Train besteht gewöhnlich aus 2 Passagier- und 3 oder 4 Güterwagen. Der Conducteur, welcher denselben begleitet, empfängt die Billete von jenen Reisenden, die von Toledo oder Adrian abfahren, so wie das Geld von den Passagieren, die unter Weges aufsteigen, indem auf den Mittelstationen keine Billete verkauft werden. Für das Auf- und Abladen der Güter längs der Bahn fahren nebstbei zwei Packer (Porters) mit. Der Conducteur trägt bei jeder Fahrt die Zahl der Passagiere und das empfangene Geld in seine Wegliste ein, und überliefert dieselbe sammt dem Gelde jeden Abend an den Geschäftsführer zu Toledo.“

### 1860–1880 Erschließung des Westens
Einen ersten Einschnitt und eine Unterbrechung im Ausbau des Eisenbahnsystems bedeutete der Amerikanische Bürgerkrieg. Bei militärischen Operationen wurden viele Eisenbahnanlagen zerstört. Eisenbahnzüge hatten eine große Bedeutung für den Transport von Truppen und Waffen und für ihre schnelle Verlegung.
Am 1. Juli 1862, nach gut einem Jahr Krieg, erteilte US-Präsident Lincoln die Genehmigung zum Bau einer Eisenbahn nach Kalifornien. Kalifornien war 1850 Bundesstaat geworden und sollte nun mit dem Rest der USA verbunden werden. Verschiedene untersuchte Routen standen zur Auswahl: eine nördliche Route von St. Paul zum Columbia River, eine zentrale Route über Omaha, Salt Lake City nach San Francisco, eine Route von Kansas durch das südliche Colorado, durch Nevada und über die Sierra Nevada, eine Route von Fort Smith, Arkansas nach Los Angeles sowie die südlichste Route durch Texas über El Paso nach Los Angeles.
Während des Krieges waren kaum Bauarbeiten für die transkontinentale Strecke möglich. Mit ernsthaften Baumaßnahmen wurde 1865 begonnen. Die Union Pacific Railroad begann den Bau in Omaha und die Central Pacific Railroad in Sacramento (Kalifornien).

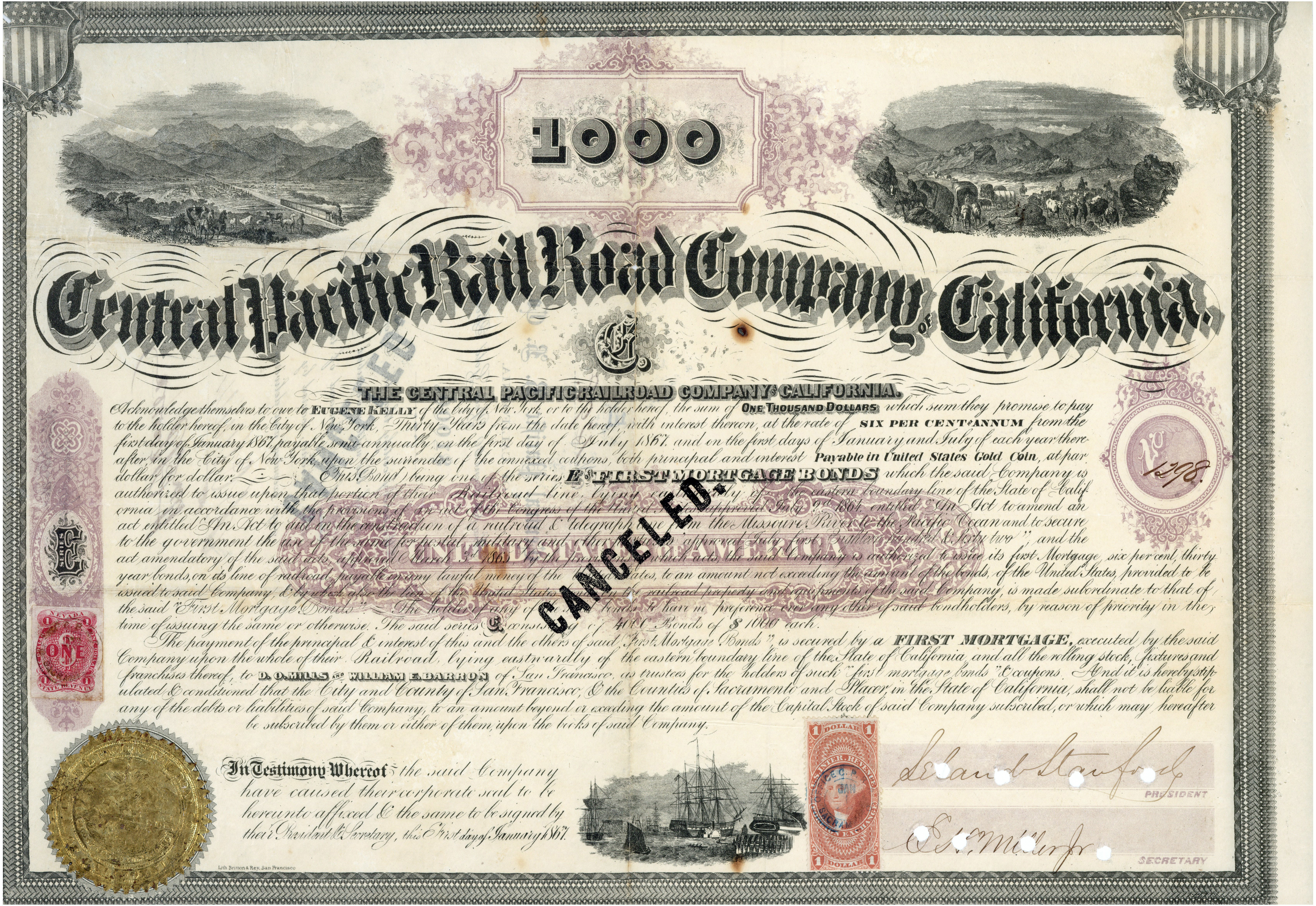
Erstrangige Hypothekenanleihe der Central Pacific Railroad über 1000 $, ausgegeben am 1. Januar 1867 zur Finanzierung des Baus der transkontinentalen Eisenbahn, Kapital und Zinsen zahlbar in Gold in New York, original signiert von Leland Stanford als Präsident der Eisenbahngesellschaft

Vollendung der ersten transkontinentalen Eisenbahnlinie zwischen Atlantik und Pazifik. Für die Presse gestellte Fotografie des feierlich begangenen Zusammentreffens der Central Pacific Railroad und der Union Pacific Railroad am 10. Mai 1869 am Promontory Point in Utah.

Der Staat unterstützte den Bau dadurch, dass er für jedes verlegte Streckenstück einen Zuschuss zahlte und den Bahngesellschaften Land entlang der Bahnlinie schenkte. Wegen dieser Regelung waren die Gesellschaften bestrebt, so schnell wie möglich so viele Streckengleise wie möglich zu verlegen. So kam es zu Beginn des Jahres 1869 dazu, dass die beiden Gesellschaften nahezu parallele Gleise bauten, die einen von Ost nach West und die anderen von West nach Ost. Schließlich einigte man sich darauf, die beiden Strecken in den Hügeln am Großen Salzsee in Utah zu verbinden. Am 10. Mai 1869 wurde die Verbindung mit einem symbolischen goldenen Gleisnagel gefeiert. Am Ort der Feier ist heute die Golden Spike National Historic Site. Eine Bahnreise von New York nach Sacramento dauerte rund siebeneinhalb Tage.

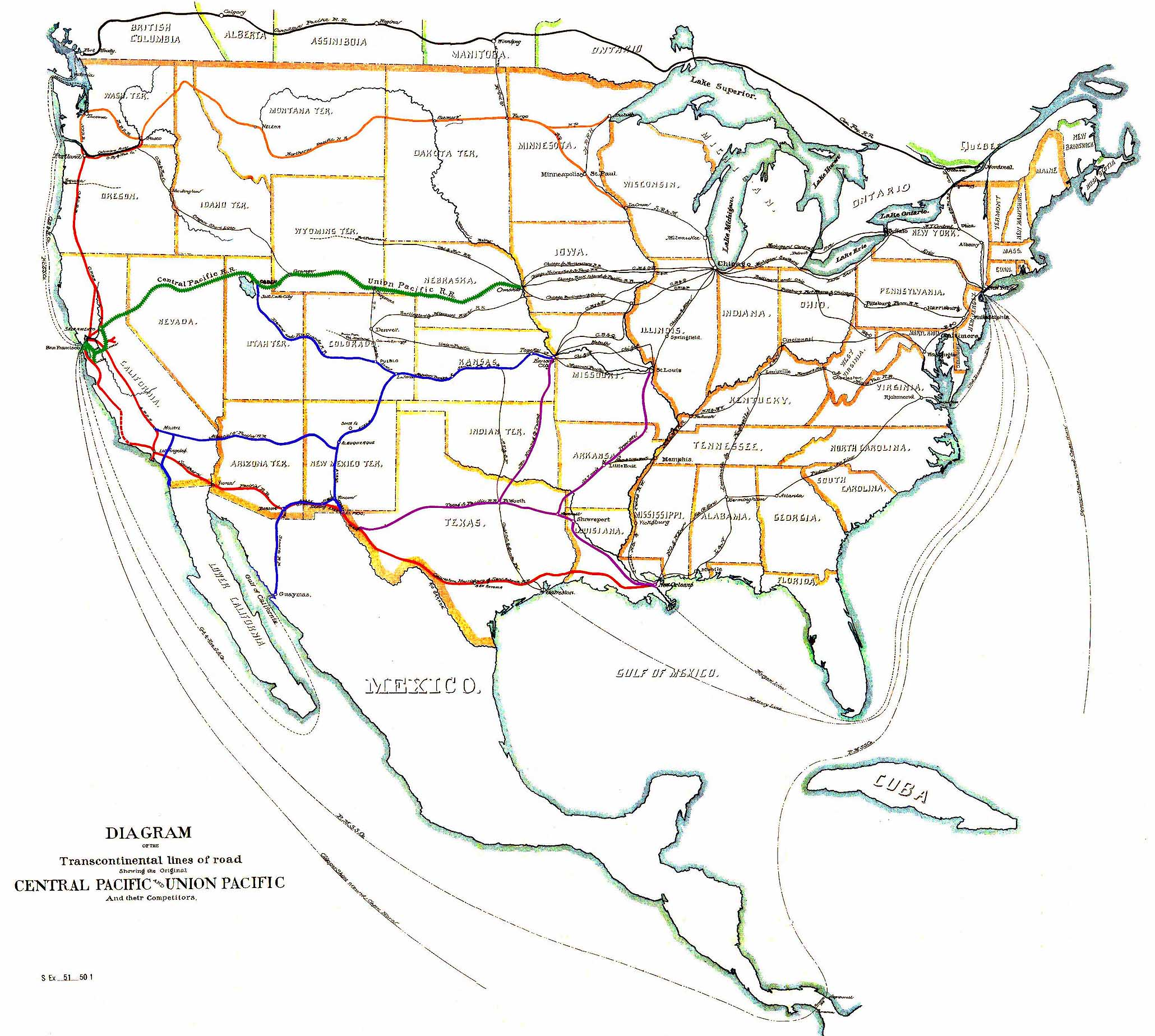
Transkontinentale Verbindungen 1887

Weitere transkontinentale Verbindungen entstanden dann Anfang der 1880er Jahre: 1881 stellten die „Santa Fe“ und die Southern Pacific Railroad eine Verbindung von Kansas nach Los Angeles her. 1883 konnte die Santa Fe auf eigenen Gleisen Los Angeles erreichen, die Southern Pacific stellte eine Verbindung von Los Angeles bis New Orleans her und die Northern Pacific Railway verband Duluth mit Portland.
Neben den transkontinentalen Verbindungen wurde auch das System erweitert. Insbesondere der kriegsgeschädigte Süden wurde wieder aufgebaut und der mittlere Westen wurde durch die Eisenbahn erschlossen. Vielfach wurden Orte von zwei oder mehr Eisenbahnen angeschlossen, um einen Wettbewerb zu erreichen. Schnelligkeit und Billigkeit beim Bahnbau sowie Einfachheit des Betriebs waren Hauptbedingungen bei denjenigen Bahnen, die sich ihren Verkehr selbst schaffen sollten. Wegen des Überflusses an Bauhölzern wurden überall Holzkonstruktionen angewandt. Es wurden flache, leichte Schienen auf Gerüste von Lang- und Querschwellen aufgenagelt; auf diese Weise entstand das amerikanische Oberbausystem.

### Frühe und bedeutende technische Innovationen
Um 1868 entwickelte George Westinghouse die Druckluftbremse, für deren Produktion er 1869 die WABCO (Westinghouse Air Brake Company) gründete und sich sein System 1872 patentieren ließ. Die Druckluftbremse wurde in der Folge das nicht nur in den USA, sondern auch weltweit am weitesten verbreitete Bremssystem bei Bahnfahrzeugen.
1873 ließ sich der Frachtkontor-Sekretär Eli Janney die nach ihm benannte selbsttätige Wagen-Kupplung patentieren. Die Janney-Kupplung fand außer in den USA in ganz Nordamerika sowie in Australien, Südafrika und der Volksrepublik China Anwendung.
Das Schienennetz in den USA wuchs schnell an. Von 30.626 Meilen im Jahre 1860 bis auf 52.922 Meilen im Jahre 1870. In den folgenden zehn Jahren wurden weitere 40.000 Meilen Gleise verlegt, sodass im Jahr 1880 93.267 Meilen Streckennetz verzeichnet werden konnten. Und die Rekordleistungen waren damit nicht vollendet. Bis ins Jahr 1890, wo das Schienennetz der USA 163.597 Meilen umfasste, waren innerhalb von zehn Jahren über 70.000 Meilen neue Schienen verlegt worden. Um 1900 hatte das amerikanische Schienennetz mit 310.000 Kilometern Länge eine größere Ausdehnung als das Schienennetz Europas und Russlands. Die am stärksten vertretene Lokgattung in den USA war im 19. Jahrhundert die 4-4-0-American-Lokomotive. Bis in die 1880er Jahre bildeten sie mit anderen Dampflokomotiven, wie der Achsfolge 2-6-0 das Rückgrat im Schienenverkehr der USA. Von 1836 bis 1928 wurden über 26.000 Exemplare dieses Loktypes in Dienst gestellt. Als die Wirtschaft um die Jahrhundertwende den Westen der USA erreichte, stiegen die Zuglängen jedoch rapide an und größere Dampflokomotiven wurden benötigt. Die Union Pacific etwa begann im Jahr 1890 mit der Beschaffung neuer 4-6-0-Maschinen. Die Santa Fe hatte im Jahr 1890 schon 2-6-6-2-Dampflokomotiven entwickelt, die den Dampf mehrfach nutzen und eine Geschwindigkeit von 106 Meilen pro Stunde erreichen konnten. Dies war ein großer Vorteil für Züge in Wüstengebieten.
1893 wurden die Druckluftbremse und die Janney-Kupplung mit dem „Safety Appliance Act“ in den USA als Pflichtausrüstung für Bahnen vorgeschrieben. Dies führte danach zu einer rapiden Verminderung der Unfälle mit Bahnfahrzeugen. Auch außerhalb der USA bewirkte die Übernahme von Druckluftbremse und automatischer Kupplung eine Steigerung von Effizienz und Sicherheit des Bahnbetriebs.

### 1880–1950 Wettbewerb und Regulierung
Mit dem Ausbau der Eisenbahnstrecken stieg der Einfluss der Eisenbahnen und der Eisenbahnunternehmen im Gilded Age stark an. Der Wettbewerb wurde von den Eigentümern der großen Eisenbahngesellschaften wie E. H. Harriman (IC, UP), James J. Hill (NP, GN) und Cornelius Vanderbilt (NYC) bestimmt. Die Eisenbahnmagnaten versuchten, ihren jeweiligen Konkurrenten mit allen Mitteln auszustechen. Man kaufte Verbindungs- und Konkurrenzstrecken oder baute Linien, um dem Gegner entsprechende Möglichkeiten zur Erweiterung zu erschweren. Der Traum vieler Unternehmer war die Schaffung einer transkontinentalen Eisenbahngesellschaft, dieser wurde jedoch nie verwirklicht.
Da einige Gesellschaften in bestimmten Regionen des mittleren Westens über das Transportmonopol verfügten, nutzten sie dieses weidlich aus. Sie bestimmten die Tarife bzw. gewährten nur ausgewählten Verladern Rabatte. Dies rief die Politik auf den Plan. Schließlich wurde 1887 die Interstate Commerce Commission (ICC) als Regulierungsbehörde ins Leben gerufen. Durch die ICC wurde mehr oder weniger festgelegt, zu welchen Preisen die Gesellschaften zu transportieren hatten oder welche Strecken in welchem Umfang zu befahren waren. 1916 erreicht das Streckennetz mit 254.000 Meilen bzw. fast 409.000 Kilometern seine größte Ausdehnung. 1917 traten die USA in den Ersten Weltkrieg ein. Um den Betrieb der Eisenbahn zu koordinieren, wurden am 26. Dezember 1917 alle US-Eisenbahngesellschaften der United States Railroad Administration (USRA) unterstellt. Dadurch war es möglich, die Beschränkungen der ICC in Bezug auf die Festsetzung der Tarife und die Schranken bei der Zusammenarbeit der einzelnen Bahngesellschaften aufzuheben und einen effizienten Bahnverkehr durchzuführen. Die USRA wurde überwiegend von langjährigen Bahnmanagern geführt. Die Kontrolle der USRA endete am 1. März 1920.
Wegen der Vielzahl von Bahngesellschaften wurde die ICC vom Kongress aufgefordert, einen Plan zur Zusammenfassung der Gesellschaften vorzulegen. Als Ergebnis wurde 1929 vorgeschlagen, 19 neue Gesellschaften zu bilden. Der Plan wurde nie ausgeführt. Die Weltwirtschaftskrise 1929 tat dann ihr Übriges, viele Eisenbahngesellschaften mussten Konkurs anmelden. Nur die Gesellschaften, die über eine ausreichende wirtschaftliche Grundlage verfügten, überstanden diese Zeit unversehrt. Im Zweiten Weltkrieg gab es keinerlei staatliche Kontrolle der Eisenbahnen.
Mitte der 1930er Jahre begannen die Union Pacific Railroad (UP) und die Chicago, Burlington and Quincy Railroad (CB&Q) neuartige innovative stromlinienförmige Personenzüge anzubieten. Bei der UP war es der M-10000-Triebwagen mit einem Wagenkasten aus Aluminium-Legierung und bei der CB&Q der „Zephyr“ mit den von Budd aus rostfreiem Material gefertigten Wagen. Schon bald folgten andere Gesellschaften diesem Trend. Bei der Union Pacific folgten dem M-10000 noch in den 30er Jahren die beiden Triebwagenzüge „City of Denver“ M-10005 und M-10006, der „City of San Francicso“ mit UP M-10004, der „City of Los Angeles“ mit UP M-10002 und der „City of Portland“ mit UP M-10001. Der City of San Francisco, der City of Los Angeles und der City of Portland wurden anders als die anderen Triebwagen erst 1937 und 1941 mit neuen EMD-Zugkompositionen ausgestattet. In den 40er und 50er Jahren stellten die bis zu 160 km/h schnellen Streamliner-Triebwagenzüge den Höhepunkt des Personenfernverkehrs dar. In den 50er Jahren wurden sie dann durch normale, Lok bespannte Züge abgelöst. Auch diese Züge wurden mit den EMD-Diesellokomotiven bespannt, ehe 1971 der Personenverkehr ganz eingestellt wurde.
Ein weiterer Schritt in die Zukunft war das Erscheinen der ersten großen Diesellokomotive von EMD im Jahr 1939. In der Folge wurden zunehmend Diesellokomotiven eingesetzt, die sich durch Aneinanderkuppeln jeweils mehrerer Einheiten flexibler an wechselnde Anforderungen von Zuggröße und Streckenverlauf anpassen ließen. Zudem waren die Diesellokomotiven schneller startbereit, während bei den bisher vorherrschenden Dampflokomotiven stundenlanges Vorheizen erforderlich war. So zeichnete sich in den USA schon in der Zeit zwischen den Weltkriegen mit den letzten Dampflokomotivenlieferungen für manche Eisenbahngesellschaft und mit dem Niedergang der größten Dampflokomotiv-Produzenten Baldwin, LIMA und ALCO in den 1950er Jahren das Ende der Dampflok-Ära ab. Von 1830 bis 1950 waren in den USA über 160.000 Dampflokomotiven hergestellt worden. Allein Baldwin lieferte davon fast 70.000. 1926 konnte die 60.000ste Lokomotive geliefert werden, die Baldwin 60.000. ALCO hatte alle Traktionen umfassend über 75.000 Lokomotiven geliefert. Ende der 30er Jahre, nachdem die große, weltweite Wirtschaftskrise überwunden war, konnte mit Hilfe der Eisenbahn die Produktivität des riesigen Landes besser genutzt werden. Die Jahre des wirtschaftlichen Wohlstandes 1940/41 waren zum Großteil von der Eisenbahn abhängig. Dies war auch der Höhepunkt des Dampfzeitalters, da zu dieser Zeit die meisten Züge noch von Dampflokomotiven gezogen wurden. Dies war auch darauf zurückzuführen, dass mit ihnen der Erfolg der amerikanischen Wirtschaft symbolisiert werden sollte. Trotzdem gerieten durch die gestiegenen Zuglasten die Dampfloks an ihre Grenzen. Dies führte unter anderem auch zum Höhepunkt des Dampflokbaus. Es entstanden 25 Lokomotiven der UP-Klasse 4000, da sogar ihre Vorgänger der UP-Klasse 3900 mit den weiter ansteigenden Zuggewichten überlastet waren. Beide Baureihen umfassend lieferte ALCO von 1936 bis 1944 130 große Gelenk-Dampflokomotiven, mit denen die Entwicklung der Dampflokomotive ihren glanzvollen Höhepunkt erreichte. Auch in den Jahrzehnten vorher wurden die steigenden Zuglängen zum Problem. Immer öfter mussten die Züge mit zwei oder sogar drei Dampflokomotiven bespannt werden, die durch das zusätzliche Personal der Eisenbahn weitere Kosten erbrachten. So konnten mit den neuen, größeren Dampflokomotiven die Zuglängen von 50 auf 100 Wagen und die Geschwindigkeiten von 50 auf 80 Meilen pro Stunde ansteigen. Vor allem im Zweiten Weltkrieg mussten die Dampfrösser gigantische Zuglasten bewältigen. Vor allem Truppen, Waffen und Munition mussten an die Westküste geliefert werden. Es galt, die Versorgung der Truppen in Europa und im Pazifik sicherzustellen. Auch Panzer gehörten in großer Zahl zu den Gütern der Eisenbahn.

### Produzenten der amerikanischen Dampflokomotiven
Zwischen 1831 und 1956 wurden über 160.000 Dampflokomotiven überwiegend von folgenden Firmen in den USA geliefert.
|        | American Locomotive Company | Baldwin Locomotive Works | Lima Locomotive Works | Pennsylvania Railroad | Norfolk & Western |
| ------ | --------------------------- | ------------------------ | --------------------- | --------------------- | ----------------- |
| Anzahl | 75.000                      | 70.541                   | 7.769                 | 6.873                 | 295               |

### Ende der Dampflokzeit 1959/1960
Auch wenn die Dampflok in den USA über ein Jahrhundert lang zum Eisenbahnalltag gehörte und sich bewährt hat, konnte auf die Dampftraktion schon viel früher verzichtet werden als in anderen Ländern. Auch der Kohleverbrauch war immens. Pro Tag verbrauchten alle Dampflokomotiven in den USA ca. 400.000 Tonnen Kohle. Schon Anfang der 40er Jahre läuteten neue Diesellokomotiven das bevorstehende Ende der Dampftraktion ein, und der Betrieb sollte zunehmend auf neue Technik umgestellt werden. Aber mit Kriegseintritt 1941 und den damit verbundenen Anstrengungen wollte die US-Regierung zunächst einen Traktionswechsel vermeiden und auf bewährte Technik setzen. Daher wurden die Experimente mit und die Beschaffung von neuen Diesellokomotiven und anderen technischen Neuerungen bei der Eisenbahn eingestellt, da die Diesellokomotiven oder neue Triebwagen, wie der M-10000, kriegswichtige Rohstoffe wie Aluminium und Kupfer verwendeten. Die Dampfloks erlebten so einen zweiten Frühling, denn sie wurden unverzichtbar in den Aufgaben des Krieges und bildeten erneut die Hauptstütze im Schienenverkehr. Dank ihnen können die Herausforderungen des Krieges bewältigt und der Verkehr aufrechterhalten werden. Während des Krieges wird die Eisenbahn auch zum Hauptlastträger im Personenverkehr, da auch in den USA während des Krieges Rationierungen oft eintreten. Doch nach dem Zweiten Weltkrieg verlor die Eisenbahn durch den Straßen- und Autobau viel Betrieb, was auch zum Ende der Dampfloks führte. Die Eisenbahngesellschaften wollten in den verbliebenen Leistungen des Personenverkehrs Luxus, Entspannung und Behaglichkeit repräsentieren. Der Stern der Dampflok sank recht schnell. Da die Dampflok dennoch ein wichtiger Bestandteil der Geschichte in den USA war, berichtete sogar das Fernsehen über das frühe Ende dieser großen Ära. Im Jahr 1954 erzählt der Film „BIG BOY“ von Robert Montgomery davon, dass ein alter Dampflokführer nicht verstehen kann, dass sein Sohn sein Erbe nicht auf Dampfloks, sondern auf Diesellokomotiven antreten will. Dieses Drama zeigte klar, wie bedeutend und wie tief verankert das Dampfzeitalter im Alltag der Menschen in den USA bis in die 50er Jahre war.
Die Union Pacific besaß 1949 noch insgesamt 1.075 Dampfloks und nur 508 Diesellokomotiven. Bis 1950 waren nur wenige Strecken schon vollständig verdieselt. Aber viele andere wurden schon teilweise mit Dieseltraktion befahren. Nun begann die Ablösung der Dampflokomotiven mit einigen Verlängerungsfristen. Die Union Pacific erhielt im April 1954 gleich 200 neue GP9-Diesellokomotiven und auch die Verkehrsleistungen begannen zu schrumpfen. Daher konnten viele Dampfloks abgestellt werden, darunter auch Big Boys und Challenger. Bis Ende 1954 sollte der Dampfbetrieb beendet sein. Doch infolge des Wirtschaftsaufschwungs der Jahre 1954/55 und der damit wachsende Güterverkehr bewirkten die Wiederinbetriebnahme der Dampflokomotiven. Auch bereits länger abgestellte Dampfloks der UP, wie die 3800-Challenger mussten 1955 reaktiviert werden. Das endgültige Ende des planmäßigen Dampfbetriebes bei der Union Pacific wurde im Jahr 1959 festgelegt. Dazu trug neben den bis zu 10.000 PS starken Gasturbinenloks auch ein Streik im Sommer 1959 bei, der kurzfristig die Gütermengen schrumpfen und am 21. Juli 1959 den Regelbetrieb der Big Boys enden ließ. Die Challenger hielten sich noch etwas länger. Die Big Boys und die Challenger waren 1959 die letzten von der Union Pacific im Planeinsatz eingesetzten Dampfloks. Einige Big Boys und Challenger konnten sich jedoch noch in außerplanmäßigen Reserveeinsätzen als Dieselersatz bis 1961 halten. 1958 herrschte nur noch auf fünf Linien in den USA Dampfbetrieb. Das offizielle Ende der Dampflokzeit in den USA war das Jahr 1960. Bis 1960 hatten 27.000 Diesellokomotiven die 40.000 Dampflokomotiven abgelöst und verdrängt, die am Ende des Zweiten Weltkrieges 1945 eingesetzt waren. Die Union Pacific ließ 1954 auch einen eigenen Film über die glorreiche Vergangenheit der sich ihrem Ende neigenden Dampflok-Ära produzieren. Er trug den Titel „Last of the giants“ und zeigte unter anderem die 50 Jahre lange Geschichte der Größenentwicklung der Union Pacific-Dampflokomotiven. Schon Mitte der 50er Jahre war abzusehen, dass die Dampflok bis 1960 vom Schienennetz verschwunden sein sollte.

### 1950–21. Jahrhundert Niedergang und Wiederaufstieg
Im Jahre 1950 besaß die USA ein Schienennetz von 397.232 Meilen, denen nur 224.511 Meilen Straße gegenüberstanden. Doch nach dem Zweiten Weltkrieg verloren die Menschen zunehmend das Interesse am Reisen mit der Bahn. Denn die Jahre des Krieges hatten das Bild der Eisenbahn mit maroder Ausstattung, überfüllten Wagen und langen Wartezeiten geprägt. Daraufhin erließ die Regierung ein milliardenschweres Autobau-Projekt, da die Nachfrage an Autos immer mehr zunahm. Das Zeitalter des Individualverkehrs begann unaufhaltsam. Nach Fertigstellung der Straßen verlor die Eisenbahn den Löwenanteil im Personenverkehr und viel Geschäft im Güterverkehr. Im Jahr 2007 lag der Eisenbahn-Anteil des amerikanischen Güterverkehrs noch bei 42,4 %.
Mit dem Aufschwung der Wirtschaft nach dem Zweiten Weltkrieg begann gleichzeitig auch der Niedergang der Eisenbahnen. Durch das Aufkommen von PKW, LKW und Flugzeug sowie dem Bau von Highways verringerte sich das Transportaufkommen drastisch. Aufgrund der Beschränkungen konnten die Gesellschaften unrentable Züge nicht einfach einstellen. Sie mussten nachweisen, dass kein Bedarf mehr bestand. Durch die Einschränkung des Services und weiterer Maßnahmen wurden die Kunden auf bestimmten Strecken regelrecht „abgeschreckt“. Diese Maßnahmen hatte jedoch auch Auswirkungen auf gut funktionierende Verbindungen, so dass zu Beginn der 1970er Jahre kaum noch Personenzüge verkehrten. Der Staat sah sich deshalb genötigt, am 1. Mai 1971 die Amtrak zu gründen. Auch beim Güterverkehr sah es nicht besser aus. Durch die Konkurrenz der Lastkraftwagen sowie die Einschränkungen durch die Reglementierungen der ICC konnten die Gesellschaften auf die neue Konkurrenz nicht adäquat reagieren.
Schon bald erkannte man, dass viele Gesellschaften nur überleben konnten, wenn sie eine bestimmte Größe besaßen. Somit begann die sogenannte „Merger-Era“. Viele mittlere Gesellschaften schlossen sich zu größeren Einheiten zusammen, aber auch große Unternehmen vereinigten sich. 1968 kam es zum Zusammenschluss der beiden großen Rivalen New York Central Railroad und Pennsylvania Railroad zur Penn Central. Dieses Unternehmen musste jedoch bereits 1970 Konkurs anmelden. Da im Nordosten der USA viele Gesellschaften untereinander verflochten waren und außerdem der Hurrikan Agnes für weitere Schäden sorgte, war ein totaler Zusammenbruch des Eisenbahnverkehrs zu befürchten.
Die Bundesregierung gründete deshalb zum 1. April 1976 aus den Resten der bankrotten Gesellschaften die Conrail, die 1981 die ersten Gewinne einfuhr. Ein weiteres Problem war die gescheiterte Übernahme der Rock Island durch die Union Pacific Railroad. 1964 hatte die UP angekündigt, die Rock Island zu übernehmen. Die Entscheidung der ICC dauerte über zehn Jahre. 1974 war die Rock Island fast pleite, und die UP wollte sie nicht mehr haben. 1980 musste dann die Rock Island ihren Betrieb einstellen. Ein Netz von ca. 11.000 km wurde an Konkurrenten verkauft oder großteils stillgelegt.
Aufgrund der Beschränkungen durch die ICC konnten viele Gesellschaften auf entsprechende Fusionsabsichten von Konkurrenten nicht mit Preisnachlässen und verbesserten Dienstleistungen reagieren, ihnen blieb nur der Weg über entsprechende Einsprüche oder Gegenangebote. Mit der Unterzeichnung des Staggers Rail Act am 14. Oktober 1980 wurde der Weg für einen verbesserten Wettbewerb freigemacht. Viele Einschränkungen durch die ICC wurden aufgehoben. Nunmehr war es den Eisenbahnen möglich, die Tarife wesentlich freier zu bestimmen, und es konnten Einzelkontrakte mit bestimmten Verladern abgeschlossen werden. Auch wurde es den Eisenbahnen wesentlich erleichtert, Strecken zu verkaufen oder stillzulegen.
Dies hatte zur Folge, dass viele Nebenstrecken der großen Bahnen verkauft wurden. Es entstand zu Beginn der 1980er Jahre eine große Anzahl von sogenannten Shortlines, die mehr oder weniger lebensfähig waren. Eine Folge war auch, dass sich die großen Gesellschaften mehr und mehr auf ein Kernnetz beschränkten. Bis 1990 hatte sich die Zahl der großen Eisenbahngesellschaften (Class 1 companies) in den USA auf 9 reduziert:
- Atchison, Topeka and Santa Fe Railway
- Burlington Northern Railroad (Zusammenschluss der NP, GN, CB&Q, SP&S 1970)
- Conrail
- CSX Transportation (Zusammenschluss der ACL, SAL; L&N, C&O, B&O in den Jahren 1967–1987)
- Illinois Central Railroad
- Kansas City Southern
- Norfolk Southern Railway (SR und N&W 1992)
- Southern Pacific Railroad (+ D&RGW)
- Union Pacific Railroad (WP, MP, C&NW 1995)

Dies war aber noch nicht das Ende der Mergers. 1995 fusionierte die Atchison, Topeka and Santa Fe Railway mit der Burlington Northern Railroad zur Burlington Northern Santa Fe Railway (BNSF), 1996 übernahm die Union Pacific Railroad die Southern Pacific Railroad, und 1999 übernahm die Canadian National die Illinois Central Railroad.
Die letzte große Übernahmeschlacht wurde 1998/1999 um die Übernahme der Conrail geschlagen. Die beiden Konkurrenten Norfolk Southern und CSX Transportation hatten jeweils ein Übernahmeangebot abgegeben. Schließlich einigten sich die beiden Kontrahenten auf die Aufteilung der „Conrail“.
Auch bei den Arbeitsvorschriften und Tarifverträgen kam es zu großen Änderungen. So ist es den Gesellschaften gelungen, durch die Verringerung des Zugpersonals von fünf Mann auf zwei Mann wesentliche Einsparungen zu erzielen.

### 21. Jahrhundert

40 % der Verkehrsleistung werden von der Eisenbahn erbracht.

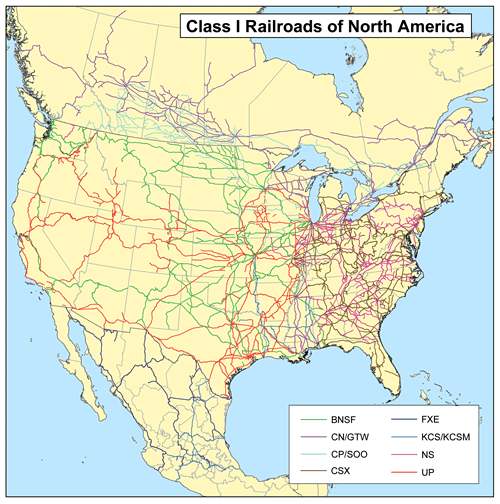
Streckennetz der Class-1-Eisenbahngesellschaften

Mit der Übernahme der Southern Pacific Railroad durch die Union Pacific Railroad war es zu größeren Problemen im Betriebsablauf der UP in den Jahren 1997/1998 gekommen („UP-Meltdown“). Diese hatten Auswirkungen auf den gesamten Schienenverkehr Nordamerikas. Das Surface Transportation Board, als Nachfolger der ICC, verhängte im März 2000 ein 18-monatiges Moratorium über weitere sogenannte Mega-Mergers. Damals waren die BNSF und die Canadian National in Verhandlungen zur Bildung einer gemeinsamen Gesellschaft, die daraufhin eingestellt wurden.
Somit gibt es zu Beginn des 21. Jahrhunderts jeweils zwei große Eisenbahngesellschaften im Osten (Norfolk Southern und CSX) und im Westen (BNSF und Union Pacific). Dazu kommen dann noch die beiden kanadischen transkontinentalen Eisenbahngesellschaften Canadian Pacific Railway und Canadian National, wobei Letztere durch den Erwerb der Illinois Central Railroad nunmehr auch eine Verbindung zum Golf von Mexiko hat. Kleinste der fünf Class-1-Gesellschaften ist das System der Kansas City Southern. Durch die Beteiligung an der mexikanischen Transportacion Ferroviaria Mexicana, die sie 2005 vollständig übernahm und als Kansas City Southern de México umfirmierte, kann diese Gesellschaft eine Transportverbindung von Chicago über Kansas City bis nach Mexiko-Stadt und zu den mexikanischen Häfen Lázaro Cárdenas am Pazifik und Veracruz am Golf von Mexiko anbieten.
Die Class-1-Gesellschaften sind nunmehr bestrebt, ihr Netz weiter zu optimieren. Dies bedeutet, dass unnötige Strecken verkauft oder stillgelegt werden. Es werden aber auch in kleinerem Umfange andere Gesellschaften aufgekauft, um Lücken zu schließen. Da Fusionen nunmehr nicht mehr auf der Tagesordnung stehen, sind die Gesellschaften dazu übergegangen, vermehrt Abkommen über „Haulage Rights“ und „Trackage Rights“ bzw. über die gemeinsame Vermarktung von Angeboten zu treffen. Das Transportaufkommen ist aufgrund des Wirtschaftsaufschwunges in den USA in den letzten Jahren stark angestiegen. Durch die Einstellung von neuem Personal und den Kauf neuer, leistungsstärkerer und sparsamerer Lokomotiven haben die Eisenbahngesellschaften auf diese veränderte Situation reagiert.
Bei den Class-2- und Class-3-Eisenbahnen zeichnet sich ebenfalls eine Stabilisierung ab, da auch diese Gesellschaften vom wachsenden Transportaufkommen profitieren. Der schon in der Vergangenheit zu verzeichnende Prozess, dass sich einzelne Unternehmen durch den Erwerb weiterer Strecken vergrößern, hat sich fortgesetzt. Hier sind insbesondere die Unternehmen Genesee and Wyoming, Watco Companies und Omnitrax zu nennen. Diese Gesellschaften betreiben über das ganze Land verteilt einzelne sogenannte Short- oder Regional Railroads.
Beim Personenverkehr hat sich keine Änderung gegenüber den 1990er Jahren ergeben. Die halbstaatliche Gesellschaft Amtrak ist weiterhin auf Zuschüsse in Millionenhöhe angewiesen und ist trotz Investitionen und Restrukturierungen nicht in der Lage, ihre Züge wirtschaftlich zu betreiben. Zu den Problemen trägt bei, dass Amtrak den größten Teil der betriebenen Strecken nicht besitzt, sondern Verkehrsrechte erwerben muss und ihre Züge gegenüber den langsamen Güterzügen benachteiligt sind. Der Sicherheitsstandard ist für den gemischten Betrieb begrenzt, erst 2008 wurde per Gesetz die Einrichtung von Positive Train Control, einem Zugbeeinflussungssystem vorgeschrieben. Der Ausbau sollte bis 2015 auf den mit Personen- und Güterzügen genutzten Strecken abgeschlossen sein. Dieses Ziel wurde verfehlt, der Kongress verschob deshalb den Fertigstellungstermin auf Ende 2018. Gegenüber dem Verkehr auf Langstrecken steht der weitere Ausbau des Pendel- und Nahverkehrs in den großen Zentren des Nord-Ost-Korridors, in und um Chicago sowie in Kalifornien.
|                                    | 2017               | 2014       | 2002       | 1980       | 1960        | 1951         | 1945        | 1944                      | 1942         | 1930                           | 1929         | 1916       | 1900       | 1890       | 1880       | 1870      | 1860      | 1840     |
| ---------------------------------- | ------------------ | ---------- | ---------- | ---------- | ----------- | ------------ | ----------- | ------------------------- | ------------ | ------------------------------ | ------------ | ---------- | ---------- | ---------- | ---------- | --------- | --------- | -------- |
| Anzahl der Eisenbahngesellschaften | 614 (Güterverkehr) |            | 554        |            |             |              |             |                           |              |                                |              |            |            |            |            |           |           |          |
| Streckenlänge                      | 220.316 km         | 151.877 km | 228.415 km | 265.255 km | 350.116 km  | 359.570,9 km | 364.831 km  | 365.860 km                | 368.819,8 km | 691.681 km (Schienenkilometer) | 401.423,5 km | 409.000 km | 310.000 km | 263.283 km | 150.098 km | 85.169 km | 49.287 km | 4.518 km |
| Wagenladungen gesamt               | 30.663.000         |            | 28.572.187 | 21.613.063 |             |              |             |                           |              | 45.877.974                     |              |            |            |            |            |           |           |          |
| Leistung in Mio. t-km              |                    |            | 2.151.866  | 570.927    |             |              |             | 738.642 (in Tonnenmeilen) |              | 238.321                        |              |            |            |            |            |           |           |          |
| Beschäftigte insges.               | 167.257            |            | 251.075    | 458.994    |             |              |             | 1.370.290                 |              | 1.660.850                      |              |            |            |            |            |           |           |          |
| Lokomotiven                        |                    |            |            | 28.396     | über 27.000 |              | über 40.000 | 42.879                    |              | 56.582                         |              |            |            |            |            |           |           |          |
| Güterwagen                         |                    |            |            | 1.710.827  |             |              |             | 2.038.796                 |              | 2.276.867                      |              |            |            |            |            |           |           |          |

Im Jahr 2014 besaß die USA ein rund 293.600 Kilometer langes Schienennetz, das nach wie vor das längste Eisenbahnnetz der Welt darstellt. Hauptlast im westlichen Güterverkehr tragen heute Union Pacific und BNSF Railway. Beide sind größtenteils auf dem gleichen Gebiet eingesetzt, das sich über 23 Staaten und ein Schienennetz von 51.300 Kilometern erstreckt. Bei der Union Pacific, die neben UPS das zweitwertvollste Transportfirmenunternehmen der Welt darstellt, fahren unter anderem auch die längsten Güterzüge. Bis zu neun Diesellokomotiven ziehen bis zu 296 Wagen zählende Güterzüge. Neben der Zuglänge ist auch die Zugdichte seit dem Ende der Dampflokzeit angewachsen. Auch für den Straßenverkehr wurde die Eisenbahn wieder zu Konkurrenz. Um 1990 waren noch die sieben Bahngesellschaften Burlington Northern, Union Pacific, Southern Pacific, Norfolk Southern, CSX, Conrail und Santa Fe am Güterverkehr beteiligt. Heute sind es nur noch die vier Gesellschaften Union Pacific, Burlington Northern Santa Fe, CSX Transportation und Norfolk Southern.

### Heutige Eisenbahngesellschaften (Stand 2003/04)
|                         | Union Pacific | Burlington Northern Santa Fe | CSX        | Norfolk Southern |
| ----------------------- | ------------- | ---------------------------- | ---------- | ---------------- |
| Streckenlänge           | 52.480 km     | 52.800 km                    | 36.800 km  | 34.400 km        |
| Beschäftigte            | 48.000        | 38.000                       | 41.000     | 28.500           |
| Lokomotiven             | über 8.500    | über 8.000                   | über 3.500 | 4.073            |
| Güterwagen (Stand 2009) | 83.197        | 79.327                       | 91.350     | 89.743           |

### Entwicklung des Güterverkehrs in den USA
| Jahr      | Menge in Mrd. tkm/tm |
| --------- | -------------------- |
| 1860      | 3,2                  |
| 1870      | 9                    |
| 1880      | 32,3                 |
| 1890      | 79,1                 |
| 1900      | 141.1                |
| 1926–1930 | 427                  |
| 1944      | 746                  |
| 1950      | 600                  |
| 1960      | fast 600             |
| 1970      | 771                  |
| 1990      | 1.000                |
| 2000      | 1.530                |
| 2002      | 2.376                |
| 2003      | 2.376                |
| 2004      | 2.454                |
| 2005      | 2.531                |
| 2006      | 2.686                |
| 2007      | 2.661                |
| 2008      | 2.665                |
| 2009      | 2.299                |
| 2010      | 2.356                |
| 2011      | 2.454                |
| 2012      | 1.871                |
| 2013      | 2.545                |
| 2014      | 2.704                |
| 2015      | 2.551                |
| 2016      | 2.326                |
| 2017      | 2.448                |
| 2018      | 2.523                |
| 2019      | 2.364                |
| 2020      | 2.105                |

## Kanada
Die erste Eisenbahngesellschaft war 1836 die Champlain and St. Lawrence Railroad. Weitere Eisenbahngesellschaften entstanden im Folgezeitraum im Tal des Sankt-Lorenz-Stromes und breiteten sich bis nach Ontario im Westen und zur Atlantik-Küste im Osten aus.
1871 wurde British Columbia Teil der kanadischen Konföderation. British Columbia forderte für den Beitritt jedoch unter anderem den Bau einer transkontinentalen Eisenbahnstrecke. Einige Privatleute gründeten deshalb 1881 die Canadian Pacific Railway und bauten eine Eisenbahnstrecke durch die Wildnis Kanadas bis nach Vancouver. Gleichzeitig wurden auch Nebenstrecken gebaut um die Region zwischen Calgary und Winnipeg zu erschließen. In der Folgezeit erwarb die Canadian Pacific Railway weitere Eisenbahngesellschaften in ganz Kanada und in den USA.
Mit dem Erfolg der Canadian Pacific Railway begannen auch andere Eisenbahngesellschaften eine Strecke an den Pazifik zu bauen. Die von der Grand Trunk Pacific Railway gebaute Strecke wurde jedoch von dieser nicht übernommen, so dass der Betrieb 1915 unter Regierungsaufsicht beginnen musste. Weitere Strecken gerieten in den Folgejahren in finanzielle Probleme. Die kanadische Regierung bildete schließlich aus diesen angeschlagenen Eisenbahngesellschaften die Canadian National Railways. In den 1990er Jahren wurde die Canadian National Railway durch die Herausgabe von Aktien privatisiert. Aufgrund der engen Verknüpfung Kanadas mit den USA spielen die beiden großen kanadischen Eisenbahngesellschaften auch in den USA eine wichtige Rolle. Zum einen besitzen sie selbst Tochtergesellschaften in den USA, zum anderen haben sie durch Vereinbarungen Zugangsrechte zu den wichtigsten Märkten. Gegenüber den US-Konkurrenten können sie Transporte zwischen den Ozeanen auf eigenen Gleisen anbieten.
Ebenso wie in den USA kam es in den 1970er Jahren zum Erliegen des Personenverkehres. Im April 1977 wurde nach einer Vorläufergesellschaft VIA Rail Canada als staatliche Gesellschaft unter Leitung der Canadian National Railway gegründet. Da damit die Probleme nicht beseitigt waren, wurde ab 1978 die Gesellschaft direkt dem kanadischen Verkehrsministerium unterstellt. Die Gesellschaft kaufte in der Folgezeit das Reisezug-Equipment von Canadian National Railway und Canadian Pacific Railway auf.

## Mexiko
Die erste Bahnstrecke wurde zwischen 1864 und 1873 zwischen Veracruz und Mexiko-Stadt errichtet. In der Folgezeit wurden insbesondere Eisenbahnstrecken von der US-Grenze bis nach Mexiko-Stadt oder bis zur Pazifikküste gebaut. 1909 wurde die staatliche Ferrocarriles Nacionales de México geschaffen. In der Folgezeit bis 1946 wurden alle Strecken in Mexiko verstaatlicht. Die Meterspur-Strecken wurden auf Normalspur umgebaut, viele Strecken teilweise oder völlig neu trassiert.
Dennoch war der Eisenbahnbetrieb wegen hoher personeller Überbesetzung und mangelhafter Administration hoch defizitär. Dem versuchte der Staat ab 1996 durch die Privatisierung der staatlichen Eisenbahn abzuhelfen. Um die Attraktivität zu erhöhen, wurde der Personenverkehr 1997 bis auf die touristischen Zugverbindungen Ferrocarril Chihuahua al Pacífico und Tequila Express (in Guadalajara) eingestellt.
Die Privatisierung erfolgte durch die Vergabe von 50-jährigen Konzessionen für den Güterverkehr. Es entstanden drei große Eisenbahngesellschaften (Ferrosur, Ferromex und TFM) sowie drei kleinere Gesellschaften. Das Eigentum an den Gleisanlagen und den Immobilien blieb jedoch in Staatsbesitz. Zahlreiche bedeutende Bahnstrecken wurden aufgegeben. Nach der Neustrukturierung waren US-Eisenbahnunternehmen bestrebt, in Mexiko wieder Fuß zu fassen. Am weitesten bei der Einflussnahme durch US-amerikanische Eisenbahnen ist hierbei die Kansas City Southern, die sich durch Übernahme der inzwischen in Kansas City Southern de México umbenannten TFM einen direkten Zugang bis nach Mexiko-Stadt, Veracruz, Tampico und an den Pazifik geschaffen hat. Ferromex wird von Grupo México und der Union Pacific Railroad gehalten, Ferrosur von der Grupo México.
Die südlich und östlich des Isthmus von Tehuantepec aktive Bahngesellschaft Ferrocarriles Chiapas-Mayab wird seit 2016 wieder als staatliches Unternehmen betrieben, nachdem drei Privatunternehmen die Konzession aufgegeben oder verloren hatten. Eine Tochtergesellschaft der Genesee and Wyoming hatte nach dem schweren Hurrikan Stan im Herbst 2005, der Brücken und Gleisanlagen stark beschädigt hat, den Betrieb eingestellt und die Konzession 2007 zurückgegeben. Bis 2012 war anschließend Ferrosur und von 2013 bis 2016 Viabilis Holding der Betreiber des Teilnetzes.